# Liste der Biografien/Biu
Liste der Biografien |
Portal Biografien |
Personensuche
# |
A |
B |
C |
D |
E |
F |
G |
H |
I |
J |
K |
L |
M |
N |
O |
P |
Q |
R |
S |
T |
U |
V |
W |
X |
Y |
Z |
?
 
Ba |
Be |
Bd |
Bg |
Bh |
Bi |
Bj |
Bl |
Bm |
Bn |
Bo |
Br |
Bs |
Bu |
Bw |
By |
Bz
 
Bia–Bid |
Bie |
Bif–Bim |
Bin |
Bio |
Bip |
Bir |
Bis |
Bit |
Biu |
Biv |
Biw |
Bix |
Biy |
Biz
Die Liste der Biografien führt alle Personen auf, die in der deutschsprachigen Wikipedia einen Artikel haben. Dieses ist eine Teilliste mit 8 Einträgen von Personen, deren Namen mit den Buchstaben „Biu“ beginnt.

## Biu

### Biuc
- Biucchi, Basilio Mario (1908–1983), Schweizer Politiker und Hochschullehrer

### Biuk
- Biuk, Stipe (* 2002), kroatischer Fußballspieler

### Bium
- Biumi, Giacomo Filippo († 1653), italienischer Organist und Komponist in Mailand
- Biumla, Emmanuel (* 2005), französisch-kamerunischer Fußballspieler

### Biun
- Biundo, Georg (1892–1988), deutscher evangelischer Geistlicher und Historiker
- Biundo-Stephan, Susanne (* 1955), deutsche Informatikerin und Hochschullehrerin
- Biunno, Vincent Pasquale (1916–1991), US-amerikanischer Jurist

### Biur
- Biurat, Smbat (1862–1915), armenischer Schriftsteller